# Mustla-Nõmme
Mustla-Nõmme – wieś w Estonii, w prowincji Järva, w gminie Paide.